# Bonna de Boemia
Bonna de Luxemburg, Ducesă de Normandia, Contesă de Anjou și de Maine (20 mai 1315 – 11 septembrie 1349),membră a Casei de Luxembourg, născută Iudita (în germană Jutta), a fost fiica regelui Ioan al Boemiei și a primei sale soții, Elisabeta de Boemia. 
Bonna  a fost prima soție a regelui Ioan al II-lea al Franței. Deoarece decesul ei a survenit un an înaintea încoronării ea nu a fost devenit regină a Franței. În istoriografia Franței, Iudita este numită Bonna de Luxembourg. Regele Carol al V-lea al Franței și Ioana, regină a Navarei au fost doi dintre cei zece copii ai ei.